# Ablepsia
Ablepsia e българска блек метъл група, основана във Варна през 2003 година.

## Състав
- Адрамалех (Михаил Богданов) – бас (2003 – 2006)
- Еверсър (Ивайло Младенов) – клавиши (2003 – 2006)
- Во Аел – барабани (2003 – 2006)
- Астериал – китара (2003 – 2006)
- Мефистофелес – китара (2003 – 2006)
- Доминус – китара (2003 – 2006)

## Дискография

### Демо
- 2003: Ablepsia nocturna
- 2006: The Great Dark Beyond